# Usedlost čp. 71 (Střešovice)
Usedlost čp. 71 (Střešovice) je ruina řadového kamenného domu s bránou a dvorem v Praze 6 Střešovicích v ulici Nad Hradním vodojemem čp. 71/17, chráněného od roku 1958 do roku 2019 jako kulturní památka; roku 2019 byla stavba v památkovém katalogu označena jako zanikající ve stavu 5 a od její ochrany bylo upuštěno. Nadále se památková ochrana vztahuje pouze na pozemek, na které ruiny usedlosti stojí.

## Historie
Usedlost je spjatá s historickým vývojem jižní části vesnice Střešovice, s oblastí návrší kolem zaniklého středověkého dvorce Andělka (nyní budova sokolovny), a zaniklých usedlostí Panenská či Hubálka. Obvod tohoto území vymezuje jednak reliéf terénu, a dále ze severní strany Střešovická ulice (dříve silnice) a z jižní strany hranice Břevnova. V 19. století se tato část vesnice označením Velké Střešovice odlišovala od Malých Střešovic na západní straně, přiléhající ke katastru Břevnova (později nazvaných Střešovičky) a od Vořechovky, nyní Ořechovka. Zástavba Velkých Střešovic byla v 80. letech 20. století zahrnuta do nerealizovaného projektu na výstavbu nové diplomatické čtvrti, což zapříčinilo první demolice.
Takzvaní Medáci (hnutí squatterů za záchranu této výstavby) vytvořili v 90. letech novotvar místního označení Staré Střešovice.
Zástavba ulice Nad hradním vodojemem vznikala během 30. let 19. století. Dendrochronologický rozbor trámu z krovu usedlosti čp. 71 prokázal, že strom byl skácen roku 1823, usedlost byla vystavěna v letech 1824–1825. Ze střešovických matrik vyplývá, že se zde usazovali především dělníci z lomu na opuku, z pískovny, ze dvou cihelen a zedníci, pracující pro Prahu ve službách Strahovského kláštera.

## Popis
Usedlost o třech objektech je vystavěna z opukového zdiva s doplněním cihel. Hlavní objekt je patrový dům s dvojosým uličním průčelím a původně sedlovou střechou, ze které se dochovaly již jen zbytky konstrukce krovu bez krytiny. Z druhého (východního) objektu se dochovaly zbytky základového zdiva a otisk zdiva na boční fasádě sousedního domu. Dvorní křídlo usedlosti, jež původně sloužilo jako zemědělské zázemí (s chlívky pro chovná zvířata) bylo přestaveno kolem roku 1880, do 70. let 20. století existovaly dvě původní dýmovníkové kuchyně ze dvou bytových jednotek a různé detaily vybavení jako klasicistní vrata s řezaným motivem slunce. V 80. letech 20. století byla dostavěna nová ohradní zeď s bránou.

## Galerie

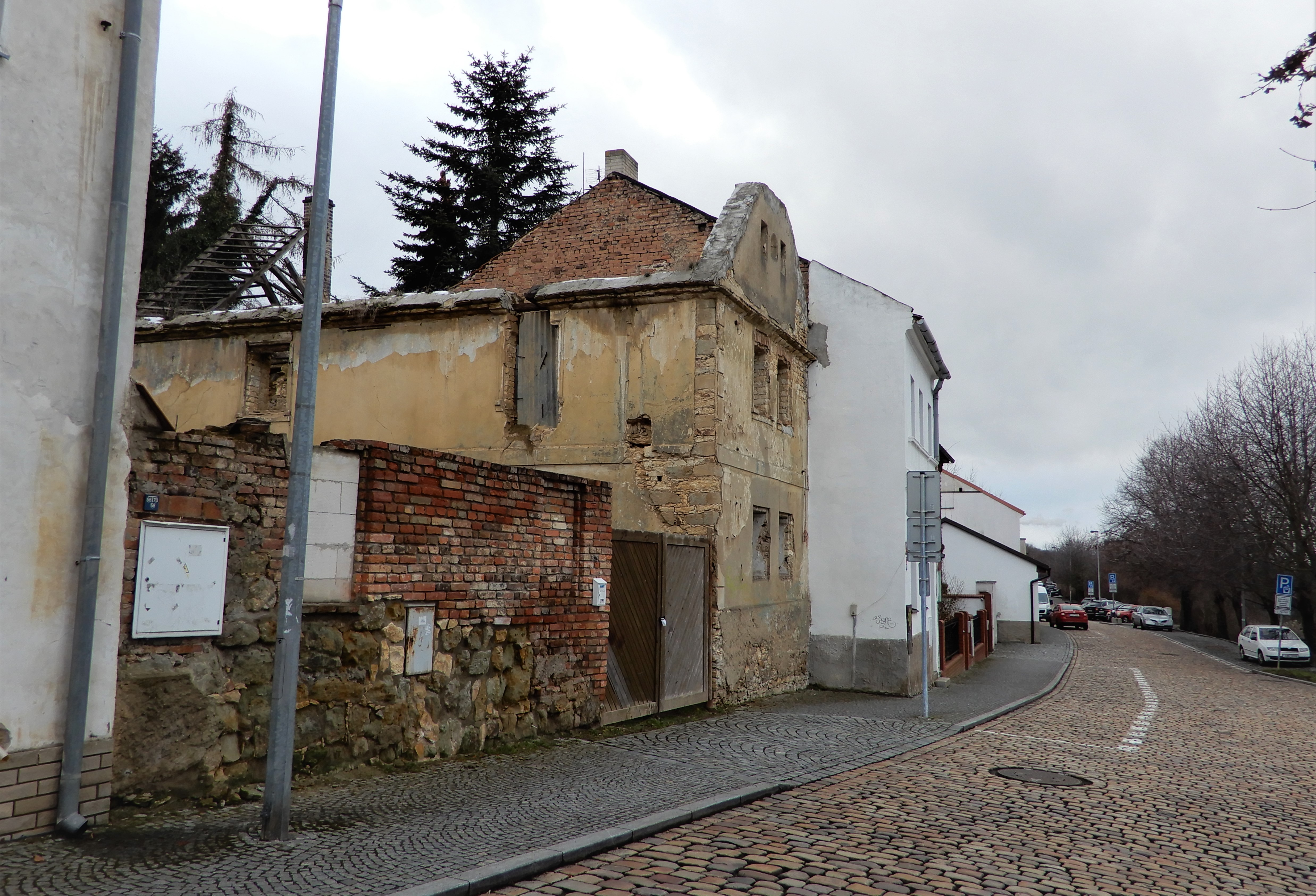
Pohled od SZ
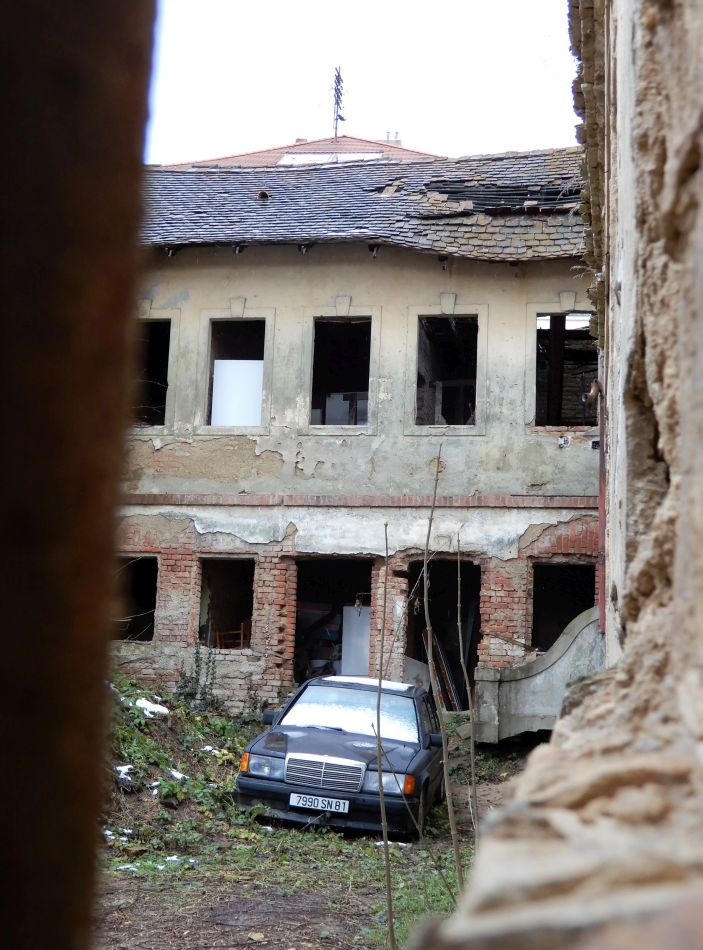
Dvůr
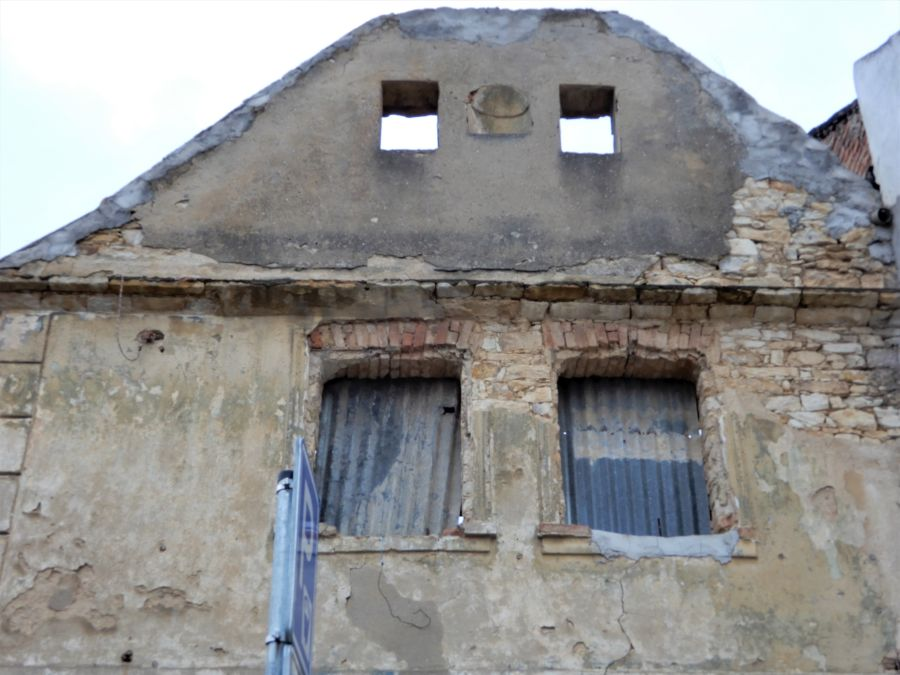
Štít
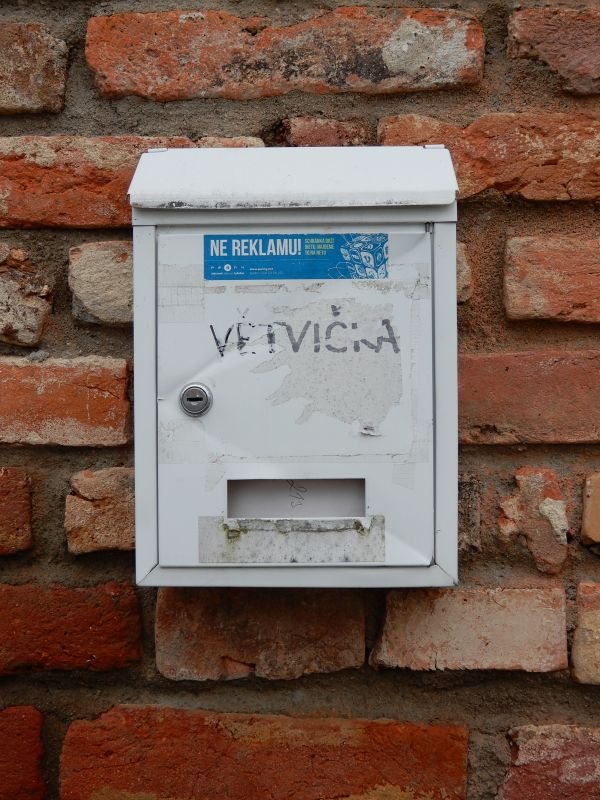
Poštovní schránka